# Анна де Боже
Анна де Боже́ (фр. Anne de Beaujeu; 3 квітня 1461 — 14 листопада 1522), відома також як Анна Французька (Anne de France) — регент Франції у 1483–1491 роках, письменниця, історик.

## Життєпис
Походила з династії Валуа. Дочка Людовика XI, короля Франції, та Шарлотти Савойської. Народилася у місті Женап (сучасна Бельгія). Отримала гарну освіту. З дитинства розглядалася батьком як засіб розширення влади французьких королів на сусідні землі. Спочатку була заручена з Ніколя де Понт-Мусон, спадкоємцем герцогства Лотарингія. Проте згодом останній скасував заплановане весілля.
Втім у 1474 році вийшла заміж за П'єра, графа де Боже (згодом став герцогом де Бурбон). Перед смертю Людовик XI призначив свою дочку регентшею при малолітньому Карлі VIII, віддаючи шану її здібностям.

## Регентство
Спочатку значна кількість знаті та принців не визнали права Анни де Боже та її чоловіка. Рух опору очолив Людовик Орлеанський, який сам мріяв стати регентом при малолітньому королі.
Щоб розв'язати протистояння Анна де Боже зібрала Генеральні Штати у м. Тур у західній Франції — 5 січня 1484 року. За підсумками цих зборів було створено регентську раду з представників усіх провінції, а Анна очолила цю раду. За це рішення на свою користь остання вимушена була передати суду ненависних радників свого батька — Жана Доя та Олів'є ле Дема, яких було страчено. Для зміцнення зовнішнього впливу надала підтримку Генріху Тюдору у боротьбі з Річардом III, королем Англії.
Втім Людовик Орлеанський не визнав рішення регентської ради і, спираючись на підтримку Генріха VII, короля Англії, Франциска II, герцога Бретані, а також великих феодалів у 1486 розпочав війну, яка отримала назву «Божевільної». Зрештою Анна де Боже здобула перемогу в 1488 році у битві при Сент-Обен-дю-Корм'є, захопила Людовика Орлеанського у полон, запроторивши того до в'язниці.
У 1490 році, скориставшись смертю герцога Бретані, й намагаючись протидіяти планам імператора Максиміліана I одружитися зі спадкоємицею бретанського престолу, Анна де Боже вирушила до Бретані. Це відбулося настільки швидко та рішуче, що війська Бретані не зуміли протидіяти французам. Вже 19 грудня 1490 року у місті Ренн відбулося весілля Карла VIII та Анни Бретонської.

## Останні роки
Після цього у 1491 році поступилася владою своєму братові. З цього моменту вона майже не займалася політичними справами, хоча деякий час залишалася при дворі свого брата, а згодом Людовика XII. Після смерті чоловіка у 1503 році більшість часу проводила у своїх замках.

## Творчість
Написала настанову «Листи до моєї дочки» для своєї малолітньої дочки. У подальшому цей твір слугував для виховання молодих аристократок. До того ж відповідала за освіту багатьох аристократок, зокрема Діани де Пуатьє, Луїзи Савойської, Маргарити Австрійської.
Крім того, Анна де Боже склала історичну працю, що описувала події Столітньої війни — облогу Бреста.

## Родина
Чоловік — П'єр II де Бурбон
Діти:
- Карл (1478–1498), граф де Клермон
- Сюзанна (1491–1521), дружина Карла III де Бурбона